# Volary
Volary (en allemand : Wallern) est une ville du district de Prachatice, dans la région de Bohême-du-Sud, en République tchèque. Sa population s'élevait à 3 715 habitants en 2024.

## Géographie
Volary se trouve à 15 km au sud-ouest de Prachatice, à 45 km à l'ouest-sud-ouest de České Budějovice et à 136 km au sud-sud-ouest de Prague.
La commune est limitée par Buk au nord, par Záblatí, Zbytiny et le Terrain militaire de Boletice à l'est, par Nová Pec au sud, et par Stožec, Lenora et Horní Vltavice à l'ouest.

## Administration
La commune se compose de trois sections :
- Chlum
- Mlynářovice
- Volary

## Histoire
La première mention écrite de la localité date de 1359. Située sur la route du sentier d'or, Volary voit passer des caravanes de sel, pour une nuit. Elles sont attendues impatiemment non seulement pour le sel, mais également pour avoir des « nouvelles du monde ». Cette agitation ne dure pas longtemps, car à l'aube la longue marche se poursuit jusqu'à Prachatice.
A la fin de la Seconde Guerre mondiale, la ville voit passer une « marche de la mort » : de déportés forcés par des SS de marcher sur 500 km à travers la Tchécoslovaquie. 
Le 11 mai 1945, des civils allemands sont obligés par la 5e division d'infanterie américaine (Troisième armée) de regarder les cadavres exhumés de 30 femmes juives mortes de faim ou assassinées puis enterrées dans une fosse commune près de la ville. Ces corps sont ensuite placés dans des cercueils individuels par les civils allemands puis enterrés correctement au cimetière de la ville.
Ces marches de la mort ont été documentées dans le livre La mort est passée par Volary, écrit par une habitante de la ville, Jaroslava Krejsová, et publié en 2008.

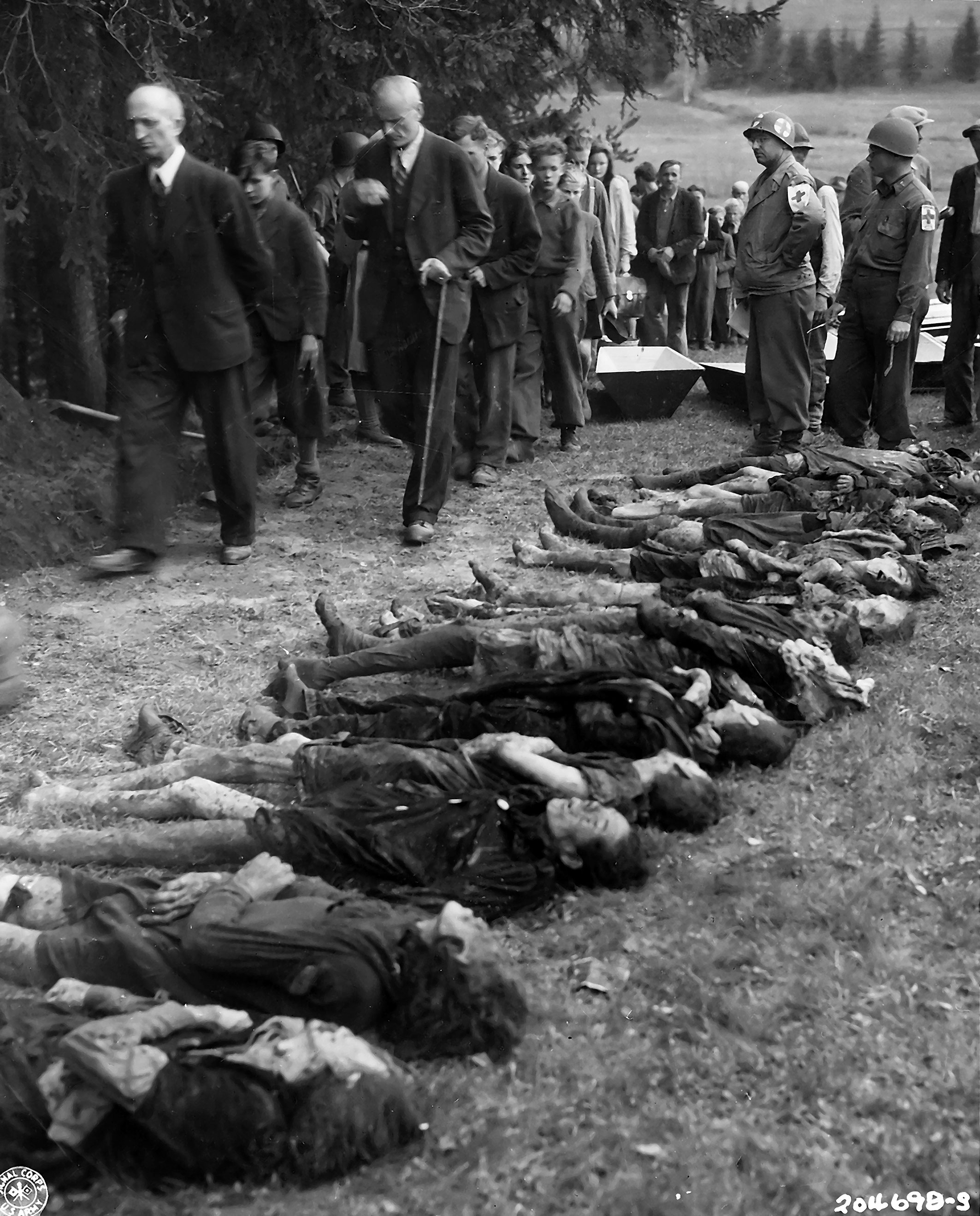
Civils allemands devant les cadavres, 11 mai 1945.
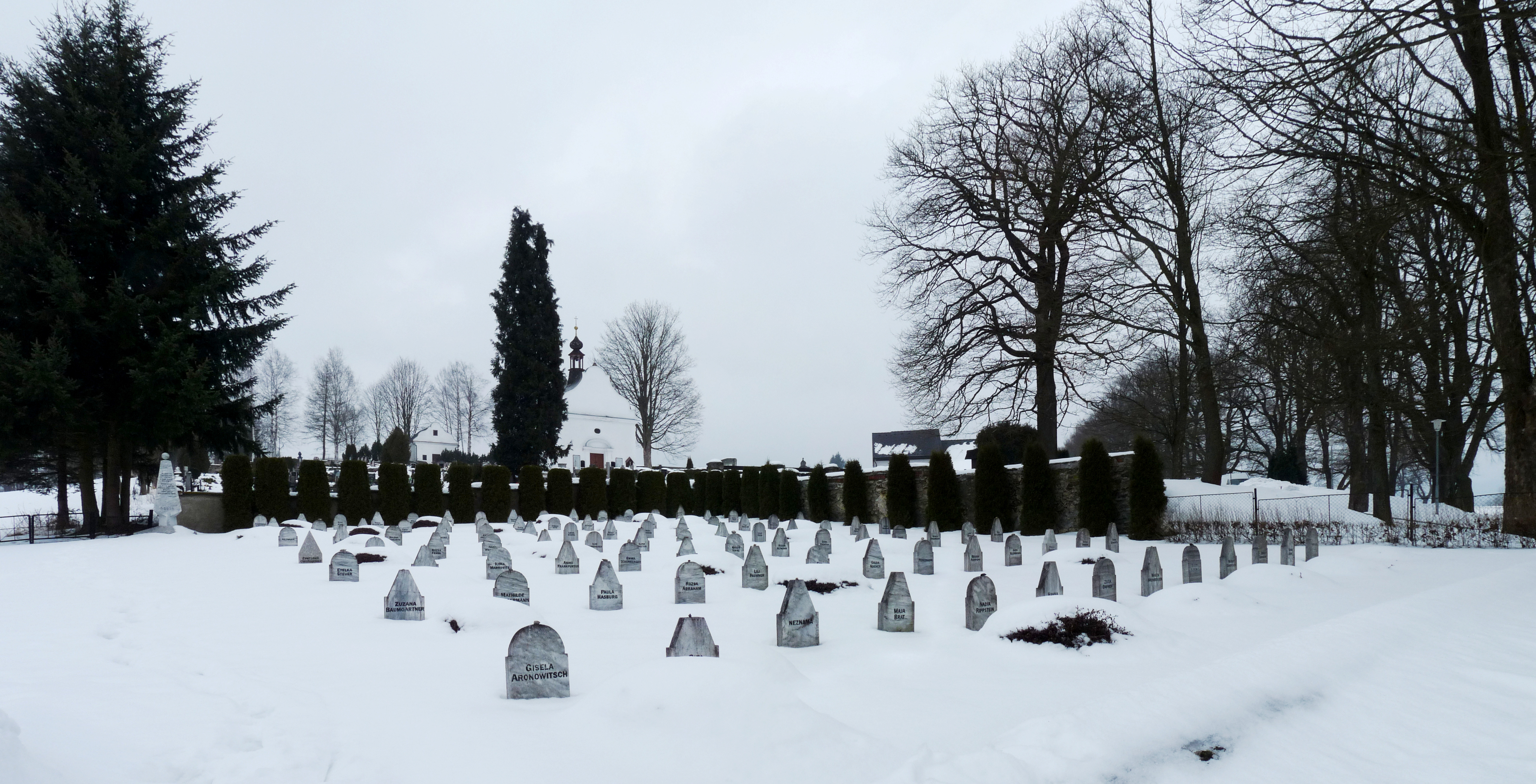
Le cimetière de Volary où sont enterrées les victimes de cette marche de la mort.

## Galerie

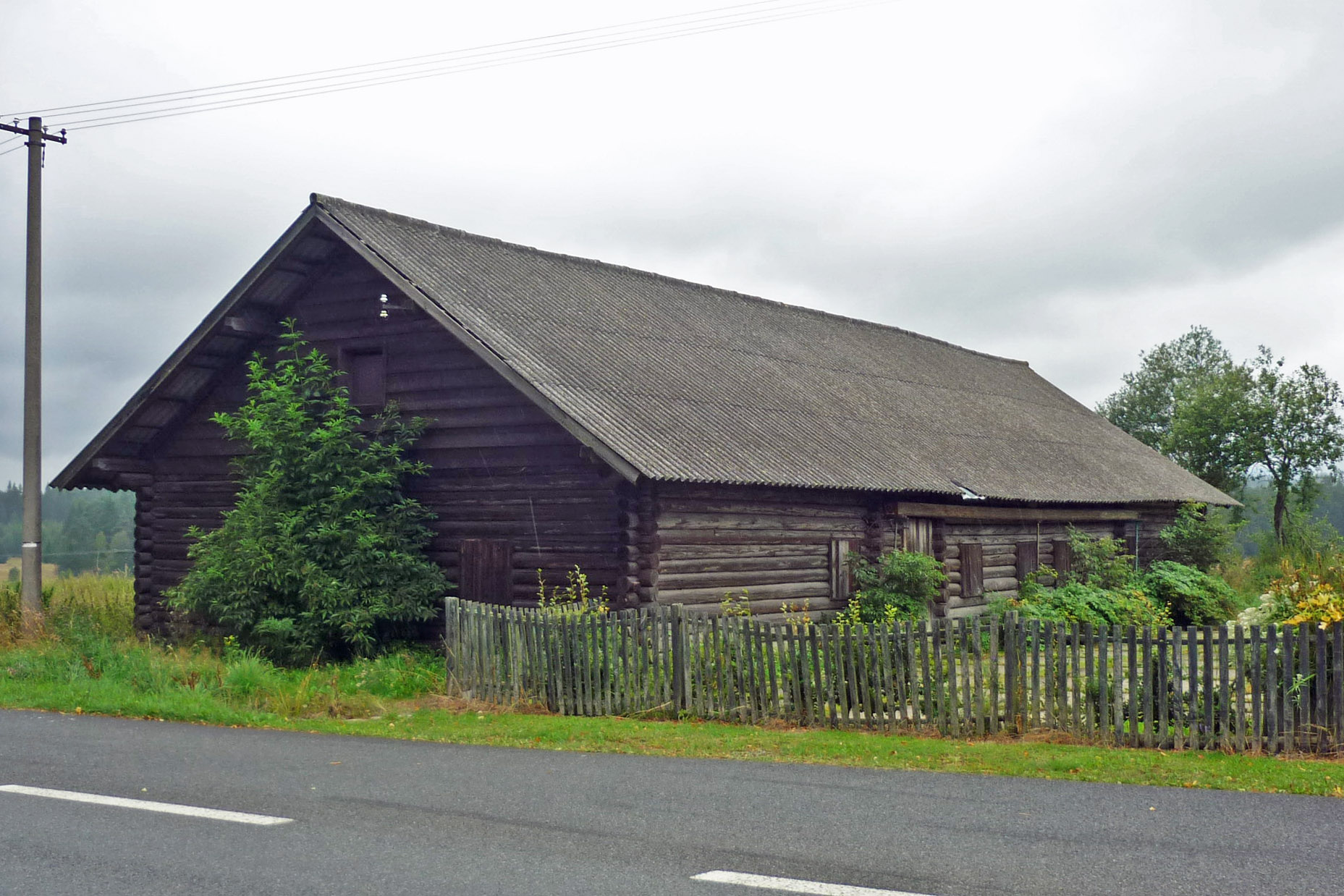
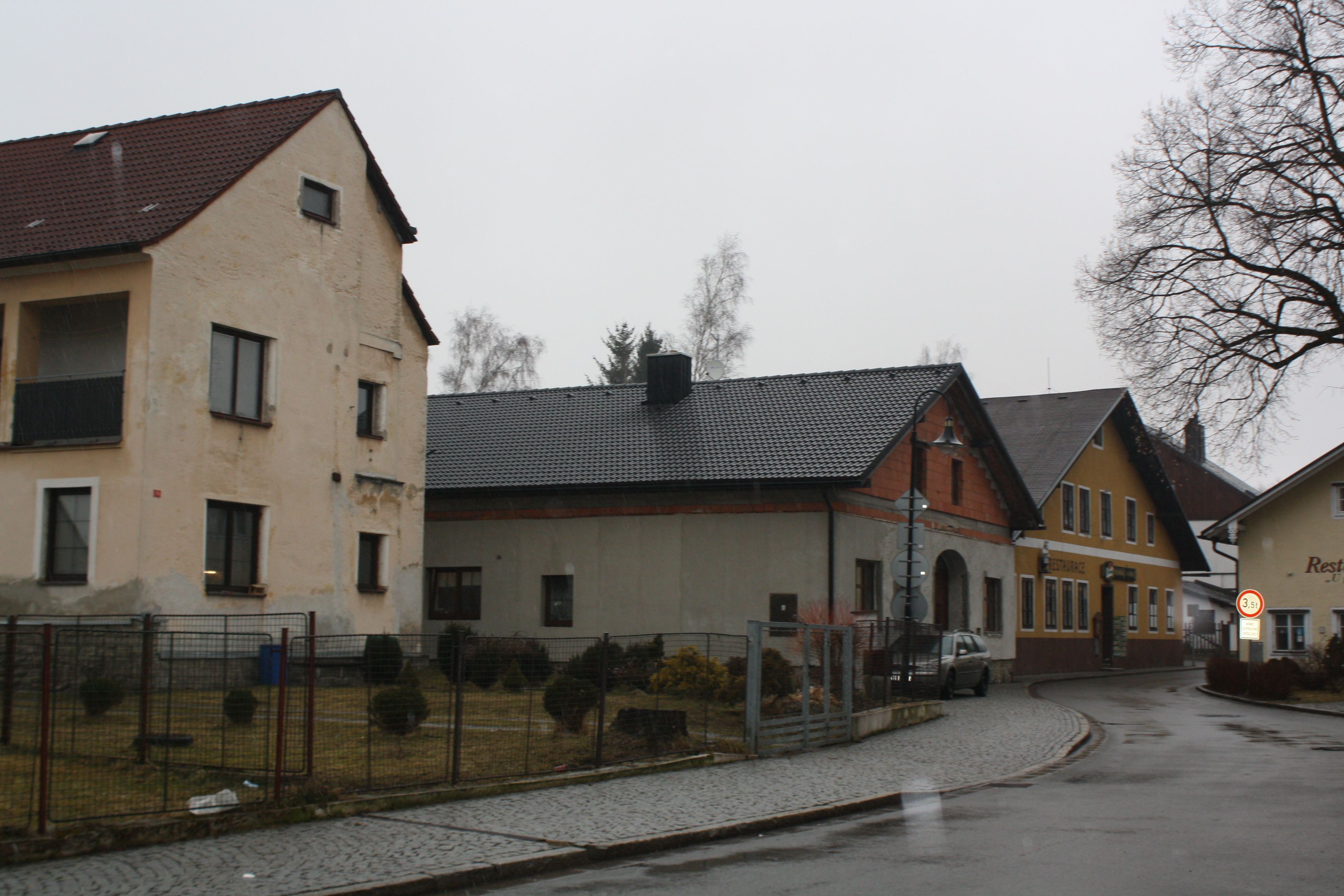
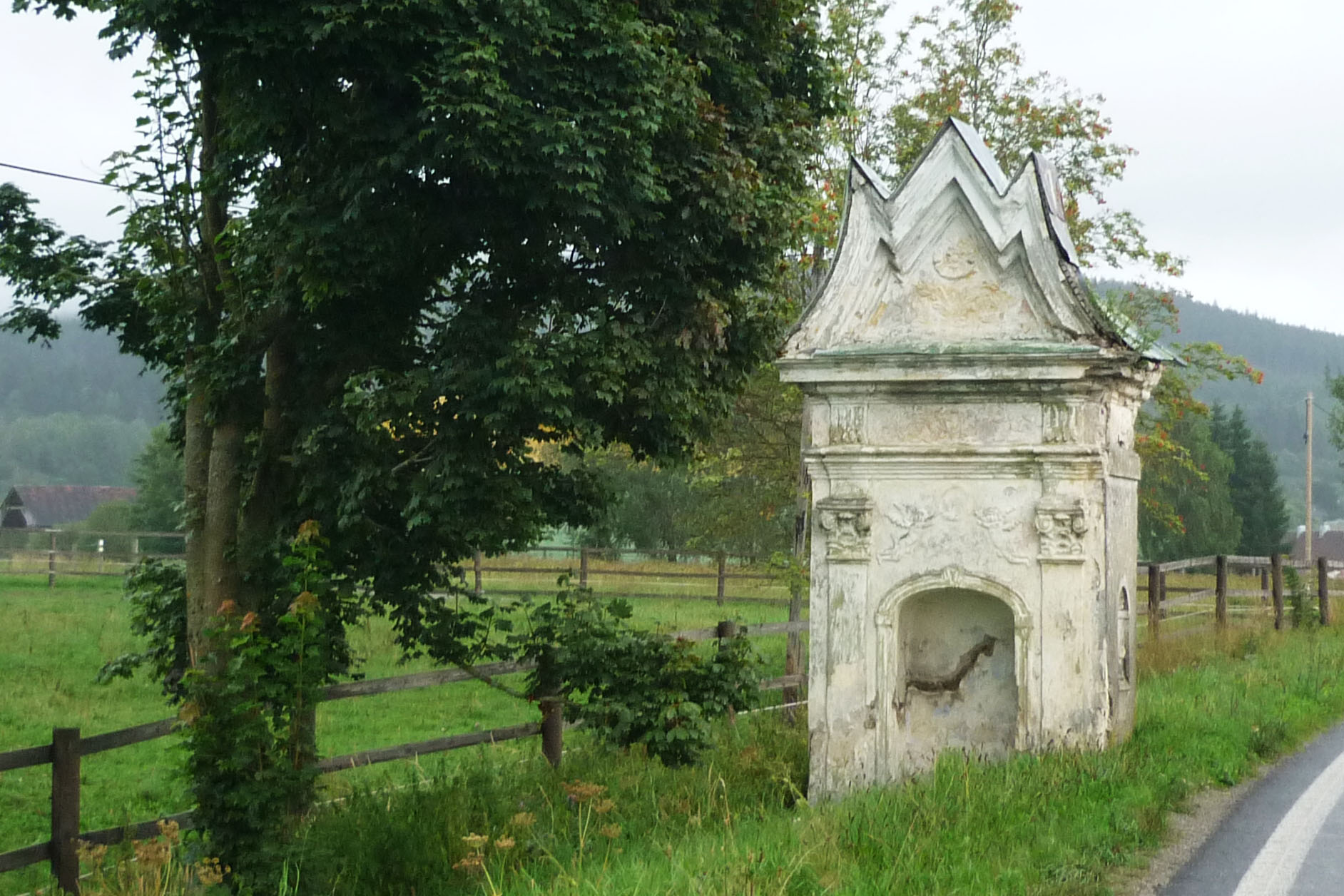
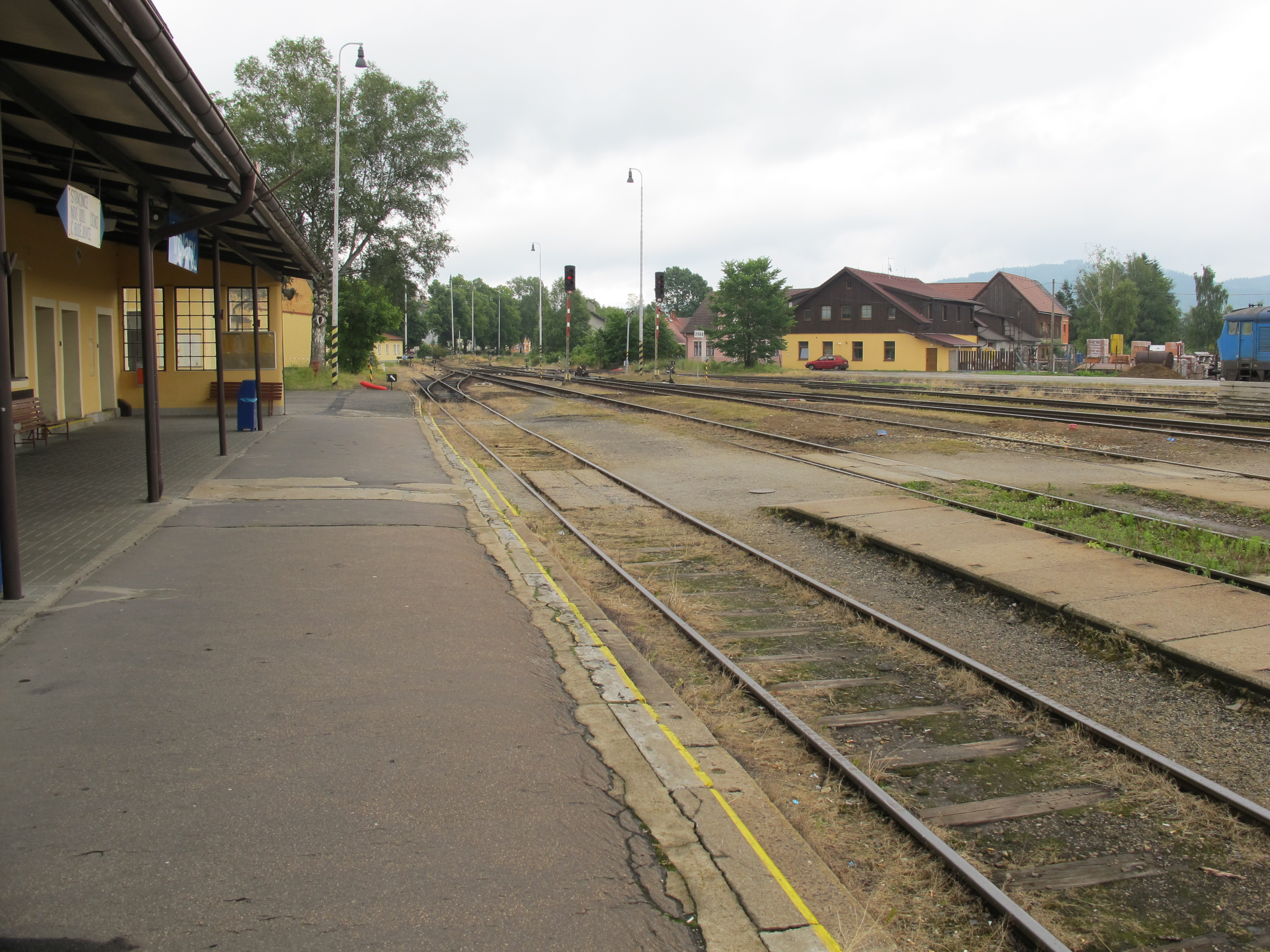
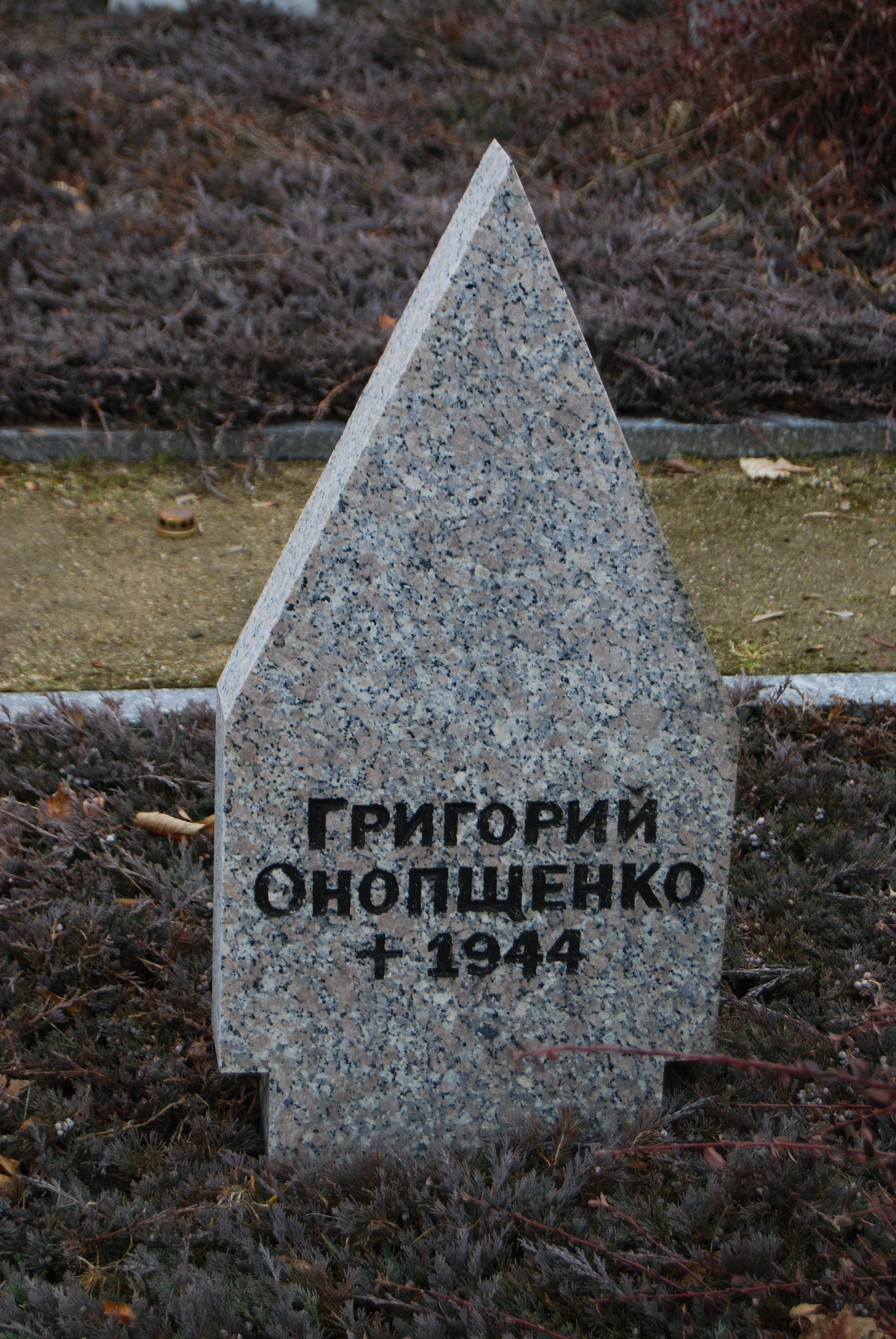
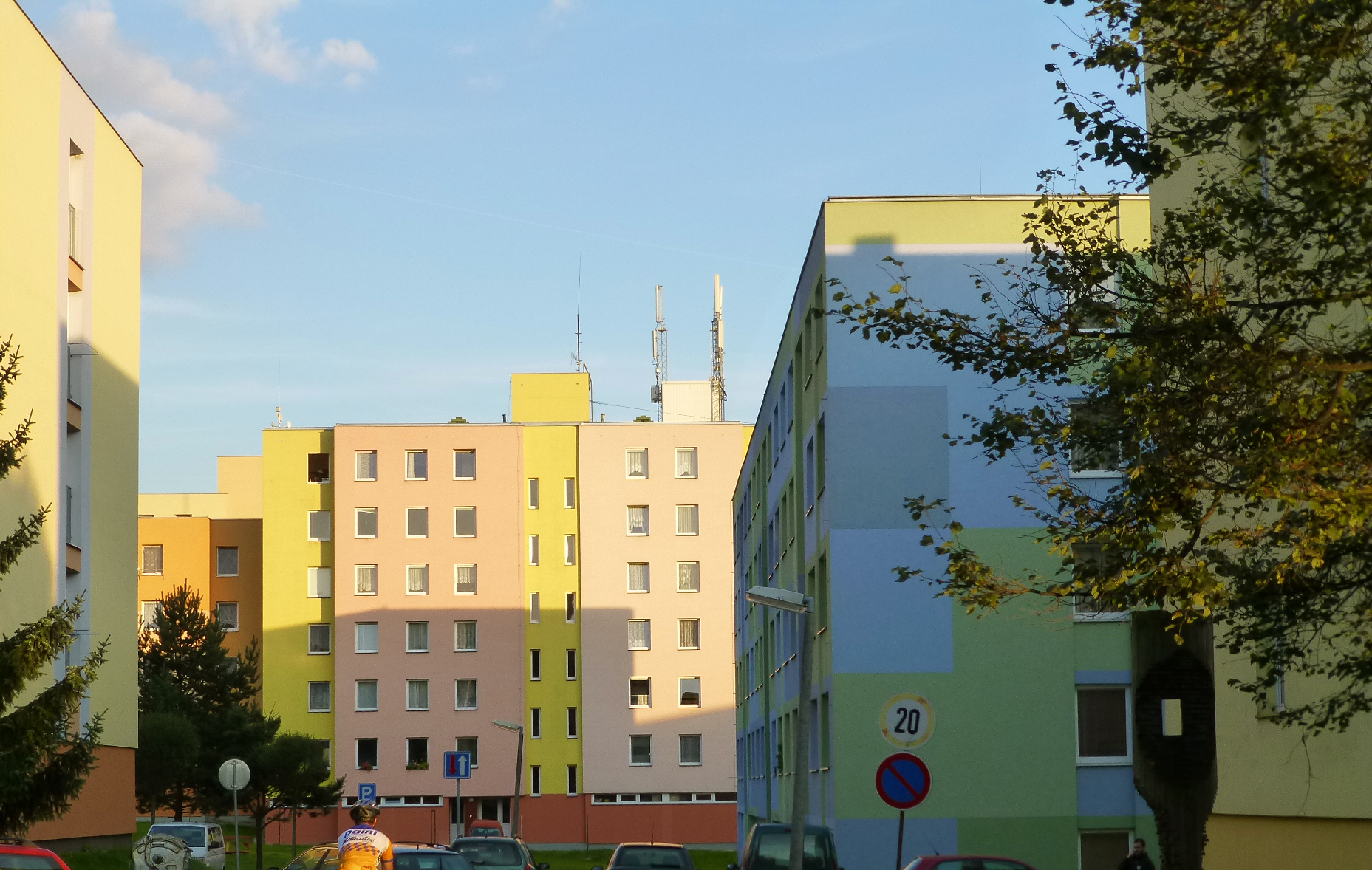
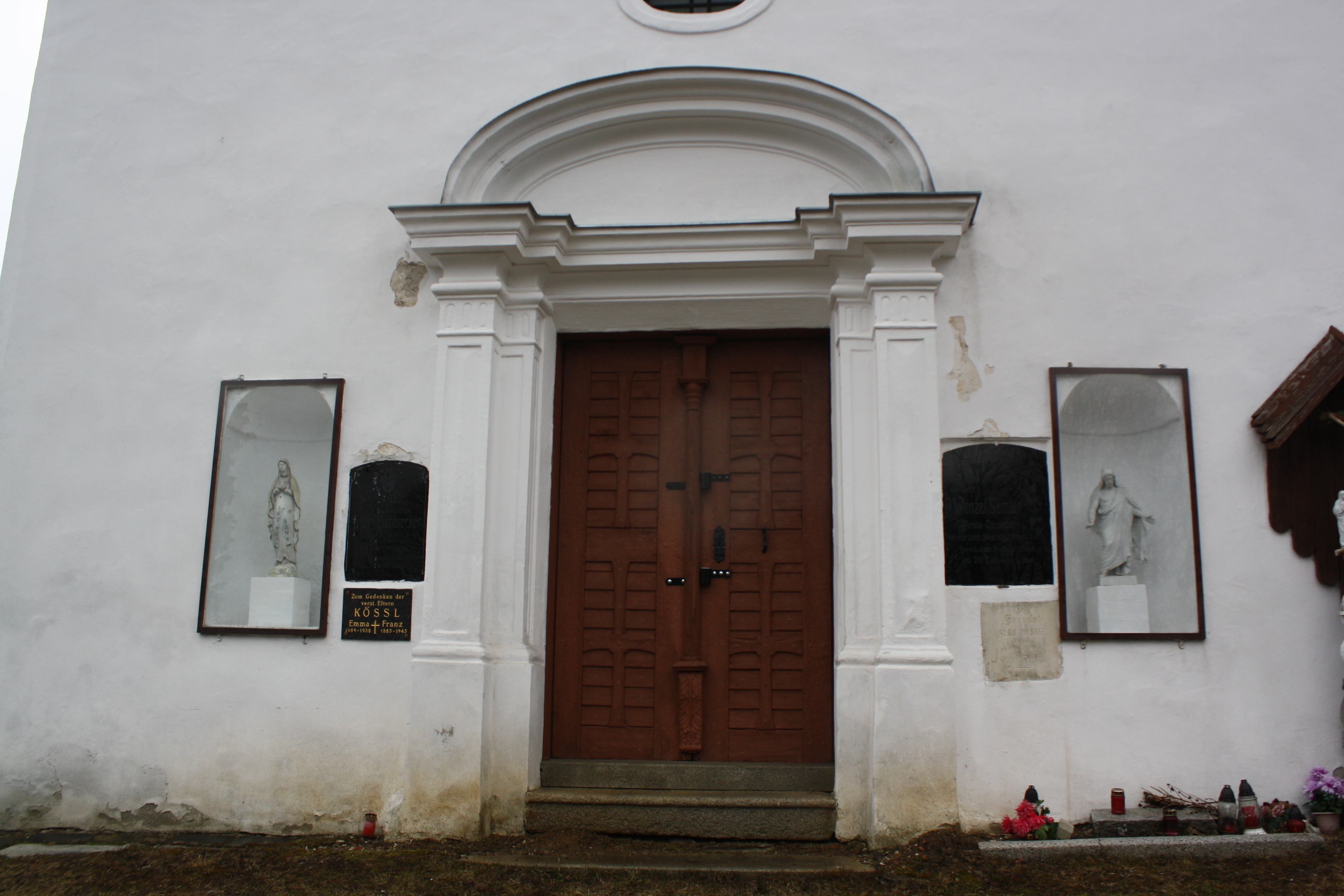
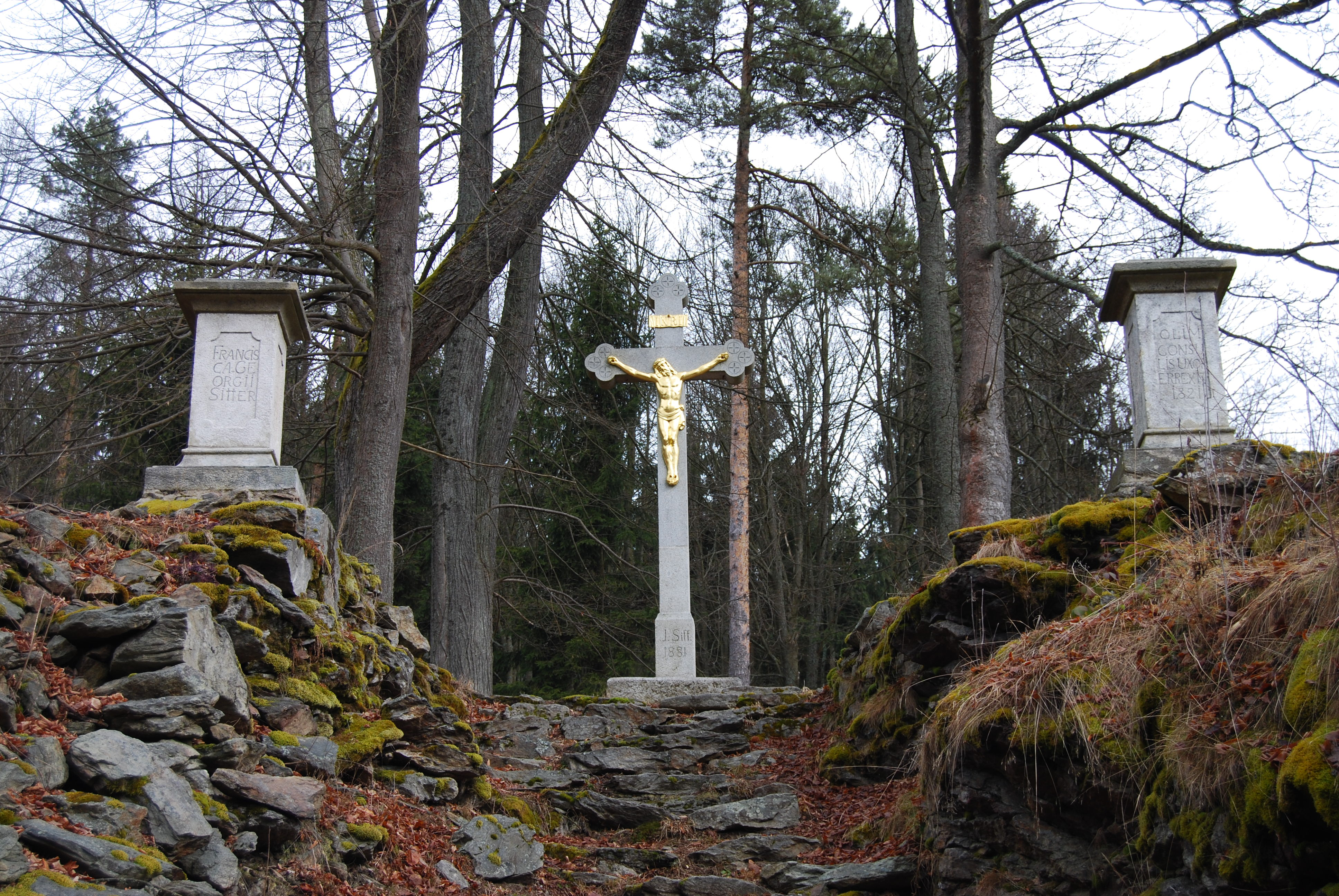
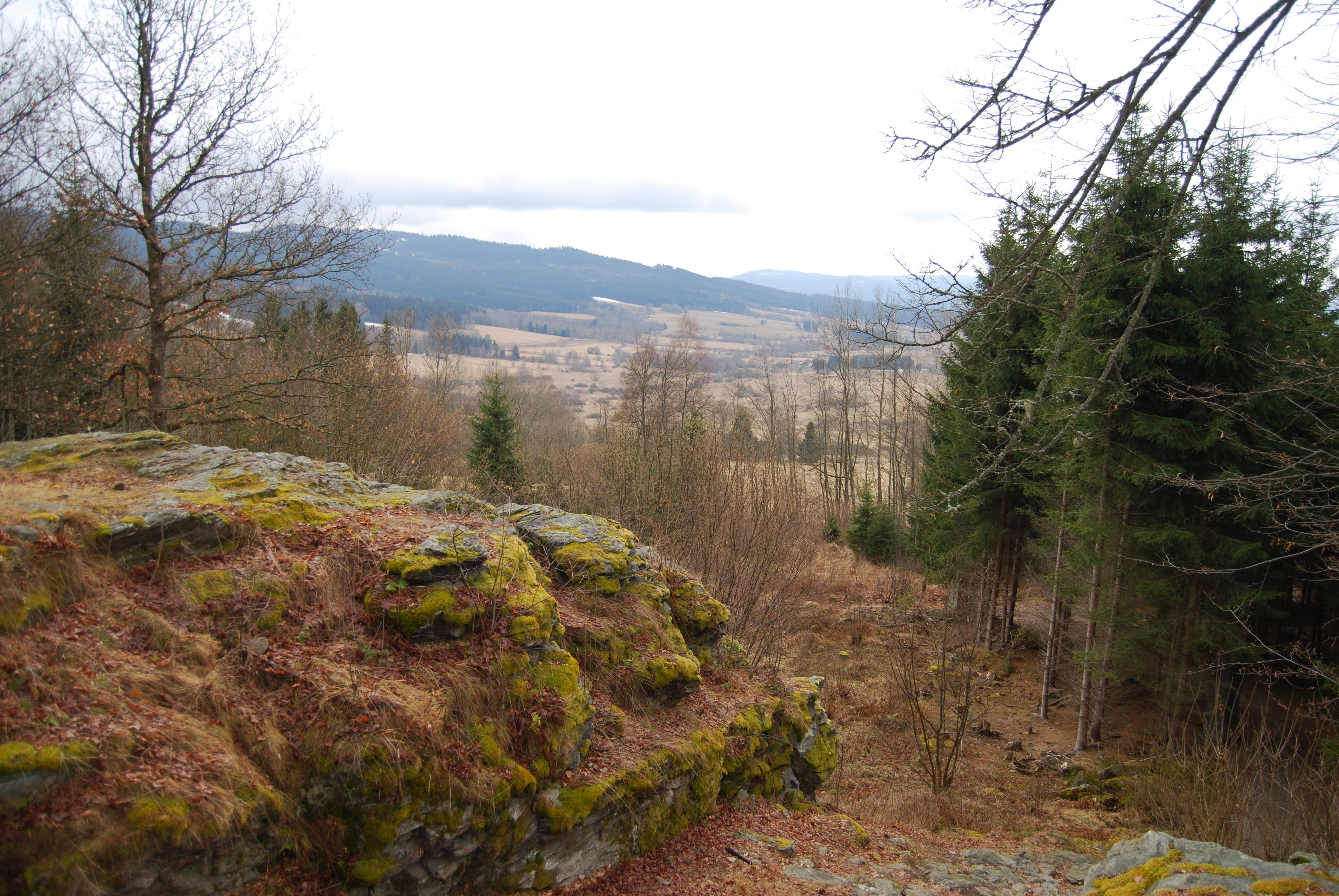
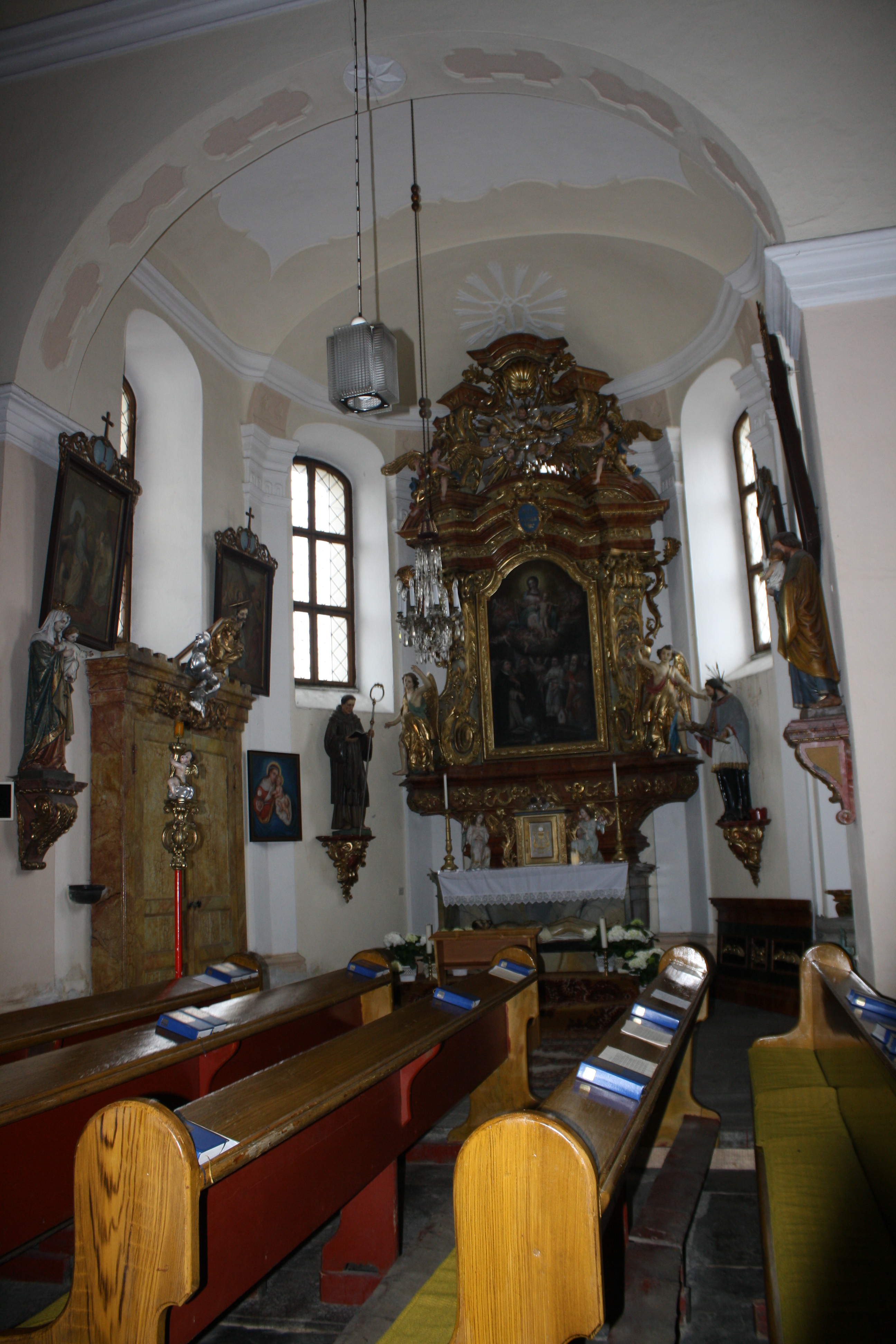
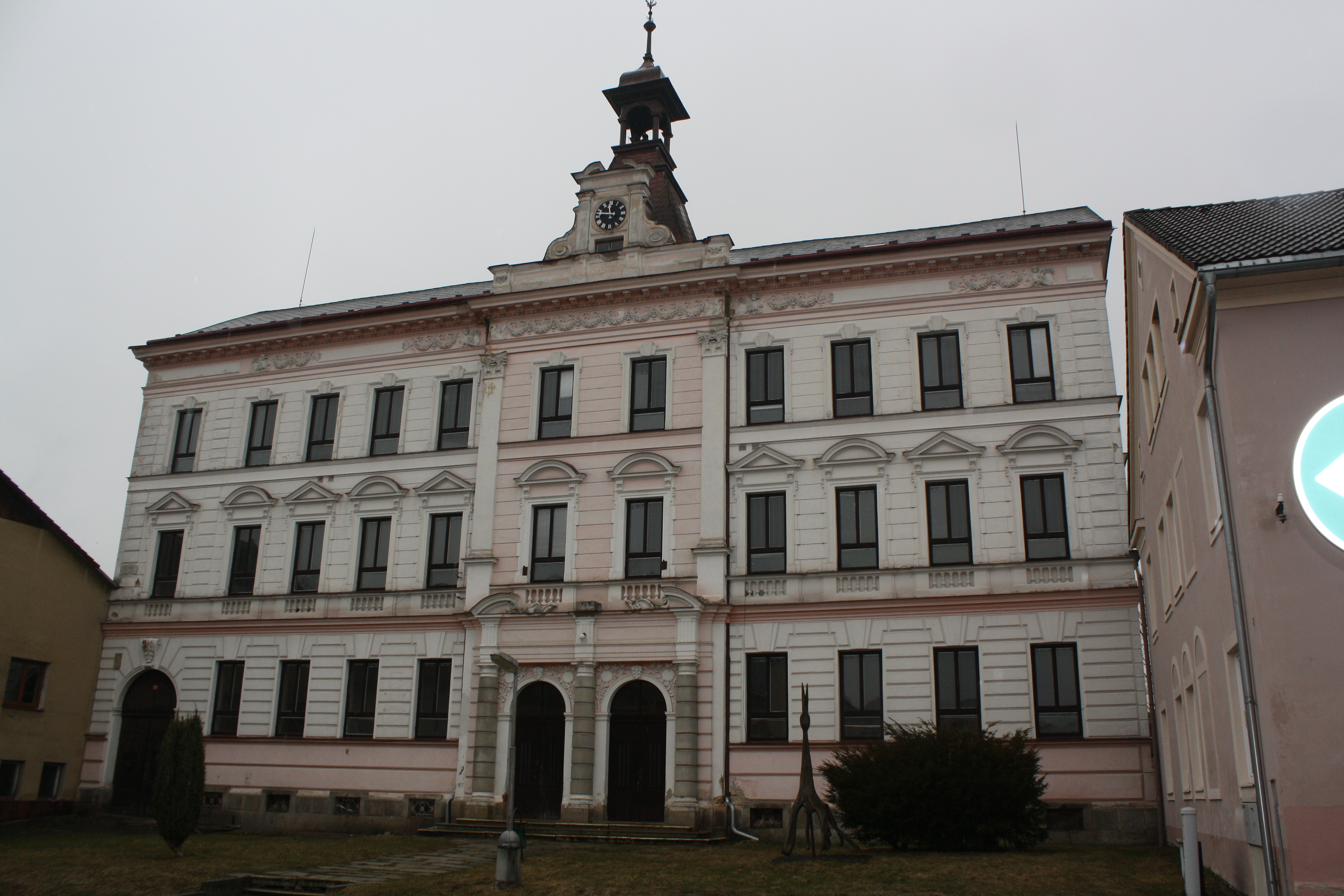
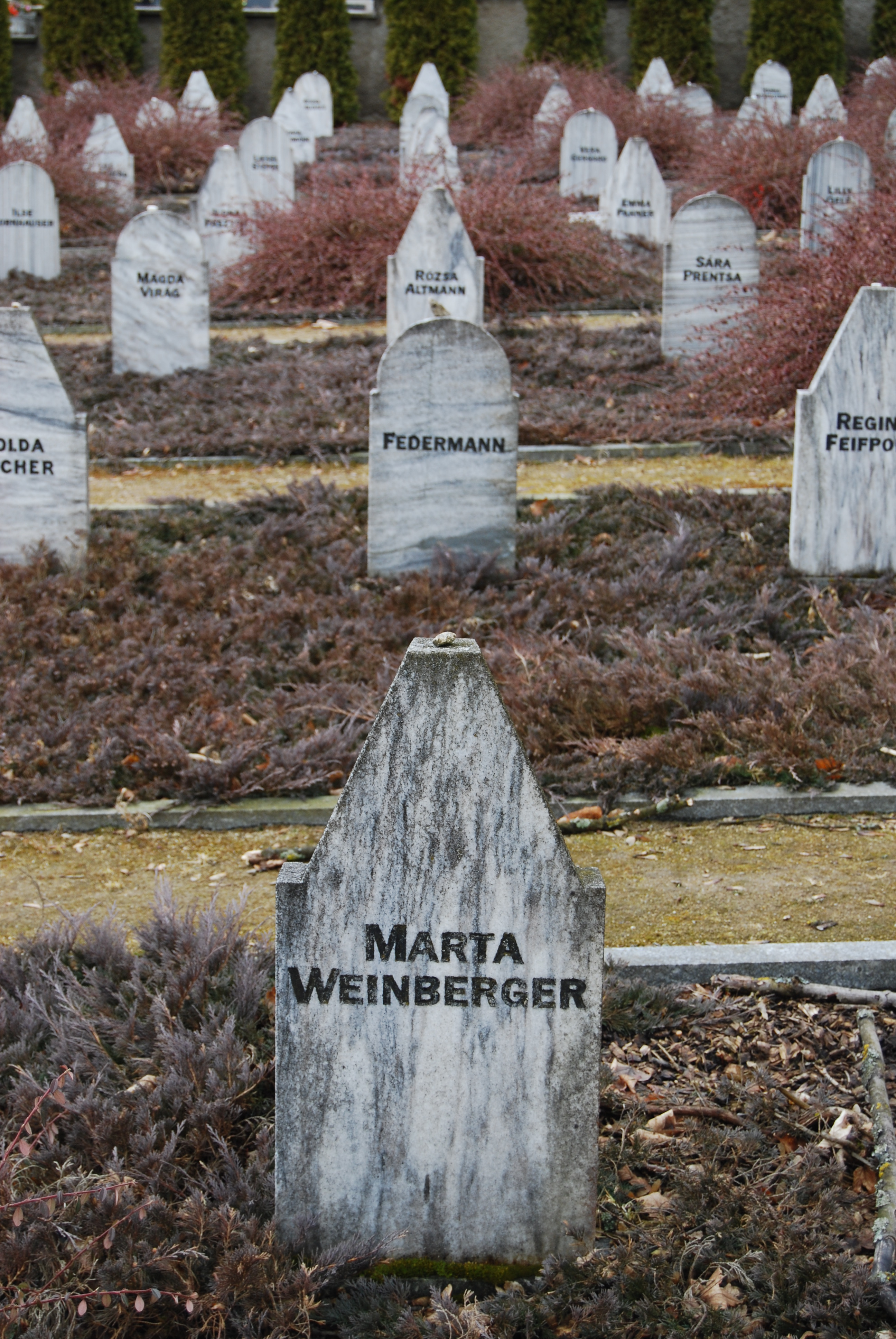
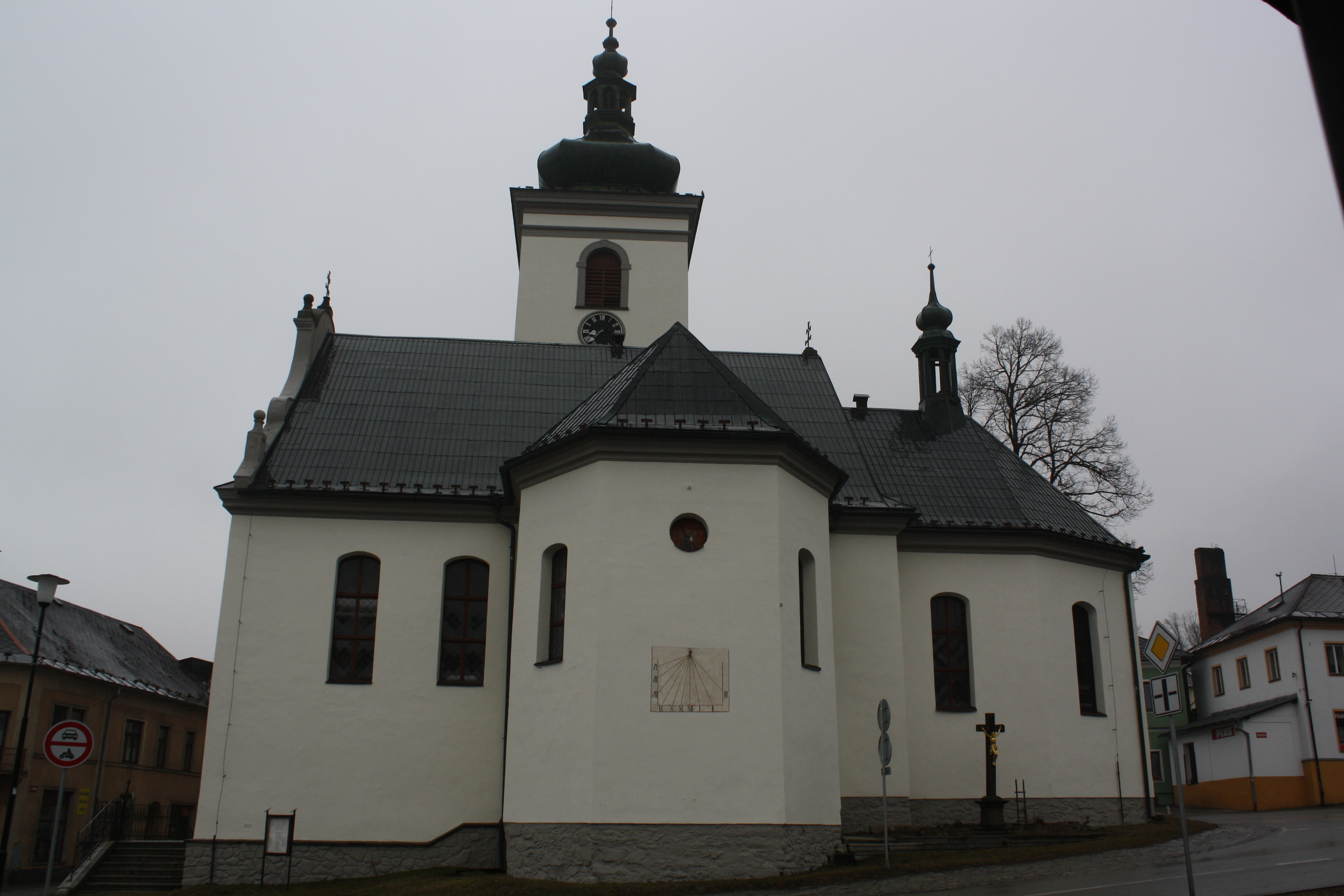
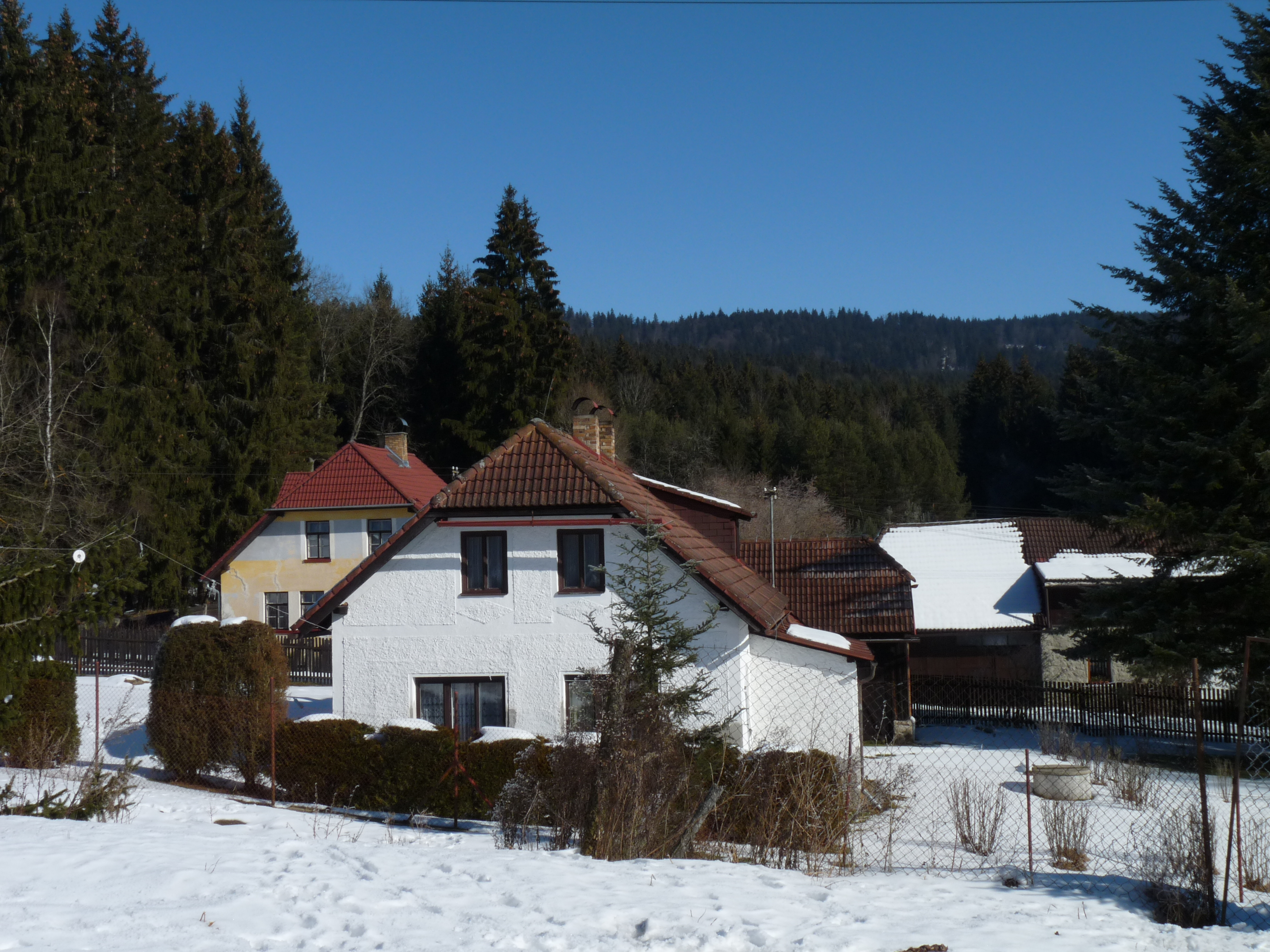

- Fichier:Volary-Holzhaus.jpg
- Fichier:Volary,_Prachatice_disctrict_03.jpg
- Fichier:Volary-Kapelle.jpg
- Fichier:Nádraží_Volary_02.JPG
- Fichier:Volary_-_okres_Prachatice_(21).jpg
- Fichier:Volary_ModernBuildings_80070.JPG
- Fichier:Volary,_Prachatice_disctrict_17.jpg
- Fichier:Volary_-_okres_Prachatice_(56).jpg
- Fichier:Volary_-_okres_Prachatice_(67).jpg
- Fichier:Kostel_svaté_Kateřiny_Alexandrijské,_Volary_07.jpg
- Fichier:Volary,_Prachatice_disctrict_02.jpg
- Fichier:Volary_-_okres_Prachatice_(19).jpg
- Fichier:Kostel_svaté_Kateřiny_Alexandrijské,_Volary_01.jpg
- Fichier:Chlum_(Volary)_čp72_(01).jpg

## Transports
Par la route, Volary se trouve à 18 km de Prachatice, à 57 km de Ceské Budejovice et à 173 km de Prague.